# Фудбал за жене на Летњим олимпијским играма 2020. квалификације (КАФ–Конмебол плеј-оф)
Плеј-оф КАФ–Конмебол у квалификационом такмичењу за Олимпијски фудбалски турнир за жене 2020. била је био двомеч репрезентација који је одлучивао за једно упражњено место на Олимпијском фудбалском турниру у Јапану. У плеј-офу су учествовали другопласирани из КАФ, Камерун, и другопласирани из Конмебола, Чиле.
Првобитно је домаћин прве утакмице требао да буде Камерун, док је у реваншу домаћин требао бити Чиле. Међутим, због пандемије Ковид-19, ФИФА је установила да ће се утакмице играти у неутралној земљи, Турској, у спортском комплексу „Арслан Зеки Демирци” у Анталији.
Чиле је победио у првој утакмици резултатом 2 : 1, док је реванш завршио нерешено 0 : 0. Са једном победом и гол разликом од 2 : 1, Чиле се квалификовао за свој први олимпијски фудбалски турнир.

## Квалификоване екипе
| Конфедерација | Пласман                                                   | Екипа   |
| ------------- | --------------------------------------------------------- | ------- |
| КАФ           | КАФ квалификације за Олимпијске игре 2020. другопласирана | Камерун |
| Конмебол      | Копа Америка у фудбалу за жене 2018. другопласирана       | Чиле    |

## Формат
Плеј-оф се играо на двомечу, а редослед утакмица одређен је жребом. Првобитно планирано да се игра код куће и у гостима, при чему сваки тим игра по једну утакмицу код куће али су оба меча касније пребачена да се играју на неутралном месту. Тим који је постигао више голова у збиру у два меча квалификовао се за Олимпијске игре. Међутим, ако је укупан резултат био изједначен, правило о головима у гостима би се и даље примењивало на основу административних „домаћих“ тимова одређених жребом (тј. тим који је постигао више голова у гостима у два меча би се квалификовао). Да су и голови у гостима били изједначени, онда би се играло 30 минута надокнаде. Правило о головима у гостима би се поново примењивало након продужетака, тј. ако је било голова постигнутих у продужецима, а укупан резултат је и даље био изједначен, тим „гости“ би се квалификовао на основу више постигнутих голова у гостима. Ако у продужецима није постигнут ниједан гол, победници би били одлучени извођењем једанаестераца.

## Преглед
Жреб за редослед утакмица одржан је 31. јануара 2020. у седишту ФИФА у Цириху, Швајцарска. Прва утакмица је првобитно требало да се одржи у Камеруну (тим из Африке није био познат у време жребања), док је реванш требало да се одржи у Чилеу. Првобитно је било планирано да се утакмице одиграју 9. и 15. априла 2020. године, а реванш у Чилеу на стадиону Тијера де Кампеонес, Икике, али су одложени 17. марта 2020. због пандемије Ковид-19. 
Након што су Олимпијске игре одложене за јул 2021. године, ФИФА је 30. јула 2020. објавила да су утакмице померене за 18. и 24. фебруар 2021. године.  Утакмице је требало да се одрже на стадиону Ахмаду Ахиџо, Јаунде и на стадиону Насионал у Сантјагу.  Међутим, ФИФА је 4. фебруара 2021. објавила да су мечеви даље одложени за период који је ФИФА имала за међународне утакмице за жене у априлу 2021. године. Потврђено је 22. марта 2021. да су утакмице премештене у спортски комплекс Арслан Зеки Демирчи, Анталија, Турска и да ће се играти 10. и 13. априла 2021. године.
| Тим #1  | рез.  | Тим #2 | прва утакмица | друга утакмица |
| ------- | ----- | ------ | ------------- | -------------- |
| Камерун | 1 : 2 | Чиле   | 1 : 2         | 0 : 0          |

## Утакмице
| Камерун           | 1 : 2    | Чиле                                 |
| ----------------- | -------- | ------------------------------------ |
| - Ајара Нчоут 76’ | Извештај | - Камила Саез 25’ - Карла Гереро 74’ |

| Чиле | 0 : 0    | Камерун |
| ---- | -------- | ------- |
|      | Извештај |         |

Чиле је победио укупним резултатом 2 : 1 из две утакмице и квалификовао се за Олимпијске игре2020..

## Голгетерке
Укупно је постигнуто  3 голова у 2 утакмица, с просеком од 1.5 гола по утакмици.
1 гол
- Ајара Нчоут
- Карла Гереро
- Камила Саез